# Dunnington (North Yorkshire)
Dunnington è un villaggio e parrocchia civile dell'Inghilterra, appartenente alla contea del North Yorkshire.